# Giro Donne 2001
Il Giro Donne 2001 (ufficialmente Giro d'Italia internazionale femminile 2001), dodicesima edizione della corsa, si svolse in 13 tappe dal 2 al 15 luglio per un totale di 1 440,5 km, con partenza da Milazzo e arrivo a Valdobbiadene. Inizialmente la vittoria andò alla bielorussa Zinaida Stahurskaja, che completò il percorso in 39h15'05", alla media di 36,707 km/h, precedendo la svizzera Nicole Brändli e la lituana Diana Žiliūtė. In seguito la Stahurskaja venne squalificata per doping e la vittoria fu assegnata alla Brändli.

## Tappe
Il 1º luglio si corse anche la Anteprima Rosa, una cronometro individuale di 5,3 km a Capo d'Orlando non valida ai fini della classifica generale. Fu vinta da Leontien van Moorsel.
| Tappa  | Data      | Percorso                                    | km     | Vincitrice di tappa | Leader cl. generale |
| ------ | --------- | ------------------------------------------- | ------ | ------------------- | ------------------- |
| 1ª     | 2 luglio  | Milazzo > Milazzo                           | 120,0  | Greta Zocca         | Greta Zocca         |
| 2ª-1ª  | 3 luglio  | Capo d'Orlando > Adrano                     | 102,0  | Zinaida Stahurskaja | Zinaida Stahurskaja |
| 2ª-2ª  | 3 luglio  | Catania > Catania                           | 56,0   | Rochelle Gilmore    | Zinaida Stahurskaja |
| 3ª     | 4 luglio  | Biancavilla > Messina                       | 126,0  | Greta Zocca         | Zinaida Stahurskaja |
| 4ª     | 5 luglio  | Mileto > Catanzaro                          | 116,0  | Zinaida Stahurskaja | Zinaida Stahurskaja |
| 5ª     | 6 luglio  | Taranto > Lecce                             | 103,0  | Greta Zocca         | Zinaida Stahurskaja |
| 6ª     | 7 luglio  | Lecce > Selva di Fasano                     | 117,0  | Daniela Veronesi    | Zinaida Stahurskaja |
| 7ª     | 8 luglio  | San Giovanni Rotondo > San Giovanni Rotondo | 135,0  | Simona Parente      | Zinaida Stahurskaja |
|        | 9 luglio  | giorno di riposo                            |        |                     |                     |
| 8ª     | 10 luglio | Nonantola > Nonantola                       | 102,0  | Greta Zocca         | Zinaida Stahurskaja |
| 9ª     | 11 luglio | Ora > Vetriolo Terme                        | 100,5  | Zinaida Stahurskaja | Zinaida Stahurskaja |
| 10ª    | 12 luglio | Trento > Belluno                            | 131,0  | Nicole Brändli      | Zinaida Stahurskaja |
| 11ª    | 13 luglio | Paularo > Paularo                           | 89,5   | Nicole Brändli      | Zinaida Stahurskaja |
| 12ª    | 14 luglio | Vittorio Veneto > Vittorio Veneto           | 108,0  | Elena Čalych        | Zinaida Stahurskaja |
| 13ª    | 15 luglio | Cornuda > Valdobbiadene (cron. individuale) | 34,5   | Diana Žiliūtė       | Zinaida Stahurskaja |
| Totale | Totale    | Totale                                      | 1440,5 |                     |                     |

## Dettagli delle tappe

### 1ª tappa
- 2 luglio: Milazzo > Milazzo – 120,0 km

Risultati
| Pos. | Corridore            | Squadra     | Tempo     |
| ---- | -------------------- | ----------- | --------- |
| 1    | Greta Zocca          | GAS Sport   | 2h 56'45" |
| 2    | Leontien van Moorsel | Farm Frites | s.t.      |
| 3    | Regina Schleicher    | M. Fanini   | s.t.      |

| Pos. | Corridore            | Squadra     | Tempo     |
| ---- | -------------------- | ----------- | --------- |
| 1    | Greta Zocca          | GAS Sport   | 2h 56'45" |
| 2    | Leontien van Moorsel | Farm Frites | s.t.      |
| 3    | Regina Schleicher    | M. Fanini   | s.t.      |

### 2ª tappa, 1ª semi-tappa
- 3 luglio: Capo d'Orlando > Adrano – 102,0 km

Risultati
| Pos. | Corridore           | Squadra     | Tempo    |
| ---- | ------------------- | ----------- | -------- |
| 1    | Zinaida Stahurskaja | GAS Sport   | 3h06'57" |
| 2    | Rosalisa Lapomarda  | Rosa dei V. | a 10"    |
| 3    | Nicole Brändli      | Edil Savino | a 10"    |

### 2ª tappa, 2ª semi-tappa
- 3 luglio: Catania > Catania – 56,0 km

Risultati
| Pos. | Corridore        | Squadra    | Tempo    |
| ---- | ---------------- | ---------- | -------- |
| 1    | Rochelle Gilmore | Australia  | 1h15'38" |
| 2    | Ol'ga Sljusareva | Carpe Diem | s.t.     |
| 3    | Greta Zocca      | GAS Sport  | s.t.     |

| Pos. | Corridore           | Squadra     | Tempo    |
| ---- | ------------------- | ----------- | -------- |
| 1    | Zinaida Stahurskaja | GAS Sport   | 7h19'20" |
| 2    | Diana Žiliūtė       | Acca Due O  | a 10"    |
| 3    | Nicole Brändli      | Edil Savino | a 10"    |

### 3ª tappa
- 4 luglio: Biancavilla > Messina – 126,0 km

Risultati
| Pos. | Corridore            | Squadra     | Tempo    |
| ---- | -------------------- | ----------- | -------- |
| 1    | Greta Zocca          | GAS Sport   | 3h31'48" |
| 2    | Leontien van Moorsel | Farm Frites | s.t.     |
| 3    | Mirjam Melchers      | Acca Due O  | s.t.     |

| Pos. | Corridore           | Squadra     | Tempo     |
| ---- | ------------------- | ----------- | --------- |
| 1    | Zinaida Stahurskaja | GAS Sport   | 10h51'08" |
| 2    | Diana Žiliūtė       | Acca Due O  | a 10"     |
| 3    | Nicole Brändli      | Edil Savino | a 10"     |

### 4ª tappa
- 5 luglio: Mileto > Catanzaro – 116,0 km

Risultati
| Pos. | Corridore           | Squadra     | Tempo    |
| ---- | ------------------- | ----------- | -------- |
| 1    | Zinaida Stahurskaja | GAS Sport   | 3h13'48" |
| 2    | Diana Žiliūtė       | Acca Due O  | s.t.     |
| 3    | Fabiana Luperini    | Edil Savino | s.t.     |

| Pos. | Corridore           | Squadra     | Tempo     |
| ---- | ------------------- | ----------- | --------- |
| 1    | Zinaida Stahurskaja | GAS Sport   | 14h04'56" |
| 2    | Diana Žiliūtė       | Acca Due O  | a 10"     |
| 3    | Fabiana Luperini    | Edil Savino | a 10"     |

### 5ª tappa
- 6 luglio: Taranto > Lecce – 103,0 km

Risultati
| Pos. | Corridore        | Squadra    | Tempo    |
| ---- | ---------------- | ---------- | -------- |
| 1    | Greta Zocca      | GAS Sport  | 2h22'43" |
| 2    | Ol'ga Sljusareva | Carpe Diem | s.t.     |
| 3    | Rochelle Gilmore | Australia  | s.t.     |

| Pos. | Corridore           | Squadra     | Tempo     |
| ---- | ------------------- | ----------- | --------- |
| 1    | Zinaida Stahurskaja | GAS Sport   | 16h27'39" |
| 2    | Diana Žiliūtė       | Acca Due O  | a 10"     |
| 3    | Nicole Brändli      | Edil Savino | a 10"     |

### 6ª tappa
- 7 luglio: Lecce > Selva di Fasano – 117,0 km

Risultati
| Pos. | Corridore        | Squadra         | Tempo    |
| ---- | ---------------- | --------------- | -------- |
| 1    | Daniela Veronesi | Alfa Lum Aurora | 3h11'38" |
| 2    | Roberta Bonanomi | GAS Sport       | a 55"    |
| 3    | Zita Urbonaite   | Acca Due O      | a 57"    |

| Pos. | Corridore           | Squadra     | Tempo     |
| ---- | ------------------- | ----------- | --------- |
| 1    | Zinaida Stahurskaja | GAS Sport   | 19h40'51" |
| 2    | Nicole Brändli      | Edil Savino | a 17"     |
| 3    | Diana Žiliūtė       | Acca Due O  | a 18"     |

### 7ª tappa
- 8 luglio: San Giovanni Rotondo > San Giovanni Rotondo – 135,0 km

Risultati
| Pos. | Corridore          | Squadra     | Tempo    |
| ---- | ------------------ | ----------- | -------- |
| 1    | Simona Parente     | Edil Savino | 3h51'57" |
| 2    | Ol'ga Zabelinskaja | Carpe Diem  | a 4"     |
| 3    | Diana Žiliūtė      | Acca Due O  | a 2'17"  |

| Pos. | Corridore           | Squadra     | Tempo     |
| ---- | ------------------- | ----------- | --------- |
| 1    | Zinaida Stahurskaja | GAS Sport   | 23h35'05" |
| 2    | Nicole Brändli      | Edil Savino | a 17"     |
| 3    | Diana Žiliūtė       | Acca Due O  | a 18"     |

### 8ª tappa
- 10 luglio: Nonantola > Nonantola – 102,0 km

Risultati
| Pos. | Corridore        | Squadra    | Tempo    |
| ---- | ---------------- | ---------- | -------- |
| 1    | Greta Zocca      | GAS Sport  | 2h34'09" |
| 2    | Katia Longhin    | Acca Due O | s.t.     |
| 3    | Rochelle Gilmore | Australia  | s.t.     |

| Pos. | Corridore           | Squadra     | Tempo     |
| ---- | ------------------- | ----------- | --------- |
| 1    | Zinaida Stahurskaja | GAS Sport   | 26h09'14" |
| 2    | Nicole Brändli      | Edil Savino | a 17"     |
| 3    | Diana Žiliūtė       | Acca Due O  | a 18"     |

### 9ª tappa
- 11 luglio: Ora > Vetriolo Terme – 100,5 km

Risultati
| Pos. | Corridore           | Squadra     | Tempo    |
| ---- | ------------------- | ----------- | -------- |
| 1    | Zinaida Stahurskaja | GAS Sport   | 3h04'37" |
| 2    | Nicole Brändli      | Edil Savino | a 3"     |
| 3    | Rosalisa Lapomarda  | Rosa dei V. | a 3"     |

| Pos. | Corridore           | Squadra     | Tempo     |
| ---- | ------------------- | ----------- | --------- |
| 1    | Zinaida Stahurskaja | GAS Sport   | 29h13'50" |
| 2    | Nicole Brändli      | Edil Savino | a 20"     |
| 3    | Rosalisa Lapomarda  | Rosa dei V. | a 58"     |

### 10ª tappa
- 12 luglio: Trento > Belluno – 131,0 km

Risultati
| Pos. | Corridore           | Squadra     | Tempo    |
| ---- | ------------------- | ----------- | -------- |
| 1    | Nicole Brändli      | Edil Savino | 3h52'41" |
| 2    | Rosalisa Lapomarda  | Rosa dei V. | s.t.     |
| 3    | Zinaida Stahurskaja | GAS Sport   | s.t.     |

| Pos. | Corridore           | Squadra     | Tempo     |
| ---- | ------------------- | ----------- | --------- |
| 1    | Zinaida Stahurskaja | GAS Sport   | 33h06'51" |
| 2    | Nicole Brändli      | Edil Savino | a 20"     |
| 3    | Rosalisa Lapomarda  | Rosa dei V. | a 58"     |

### 11ª tappa
- 13 luglio: Paularo > Paularo – 89,5 km

Risultati
| Pos. | Corridore           | Squadra     | Tempo    |
| ---- | ------------------- | ----------- | -------- |
| 1    | Nicole Brändli      | Edil Savino | 2h32'35" |
| 2    | Joane Somarriba     | Alfa Lum    | a 38"    |
| 3    | Zinaida Stahurskaja | GAS Sport   | a 38"    |

| Pos. | Corridore           | Squadra     | Tempo    |
| ---- | ------------------- | ----------- | -------- |
| 1    | Zinaida Stahurskaja | GAS Sport   | 35h39'06 |
| 2    | Nicole Brändli      | Edil Savino | a 20"    |
| 3    | Fabiana Luperini    | Edil Savino | a 5'10"  |

### 12ª tappa
- 14 luglio: Vittorio Veneto > Vittorio Veneto – 108,0 km

Risultati
| Pos. | Corridore        | Squadra    | Tempo    |
| ---- | ---------------- | ---------- | -------- |
| 1    | Elena Čalych     | Carpe Diem | 2h45'19" |
| 2    | Jorunn Kvalo     | Sponsor S. | s.t.     |
| 3    | Roberta Bonanomi | GAS Sport  | s.t.     |

| Pos. | Corridore           | Squadra     | Tempo   |
| ---- | ------------------- | ----------- | ------- |
| 1    | Zinaida Stahurskaja | GAS Sport   | ?       |
| 2    | Nicole Brändli      | Edil Savino | a 20"   |
| 3    | Fabiana Luperini    | Edil Savino | a 5'10" |

### 13ª tappa
- 15 luglio: Cornuda > Valdobbiadene (cron. individuale) – 34,5 km

Risultati
| Pos. | Corridore       | Squadra    | Tempo  |
| ---- | --------------- | ---------- | ------ |
| 1    | Diana Žiliūtė   | Acca Due O | 47'27" |
| 2    | Joane Somarriba | Alfa Lum   | a 24"  |
| 3    | Mirjam Melchers | Acca Due O | a 51"  |

| Pos. | Corridore           | Squadra     | Tempo     |
| ---- | ------------------- | ----------- | --------- |
| 1    | Zinaida Stahurskaja | GAS Sport   | 39h15'05" |
| 2    | Nicole Brändli      | Edil Savino | a 32"     |
| 3    | Diana Žiliūtė       | Acca Due O  | a 4'29"   |

## Classifiche finali

### Classifica generale - Maglia rosa
| Pos. | Corridore              | Squadra     | Tempo     |
| ---- | ---------------------- | ----------- | --------- |
| SQ   | Zinaida Stahurskaja    | GAS Sport   | 39h15'05" |
| 1    | Nicole Brändli         | Edil Savino | a 32"     |
| 2    | Diana Žiliūtė          | Acca Due O  | a 4'29"   |
| 3    | Edita Pučinskaitė      | Alfa Lum    | a 6'17"   |
| 4    | Joane Somarriba        | Alfa Lum    | a 6'18"   |
| 5    | Fabiana Luperini       | Edil Savino | a 6'38"   |
| 6    | Alessandra Cappellotto | GAS Sport   | a 6'38"   |
| 7    | Mirjam Melchers        | Acca Due O  | a 11'02"  |
| 8    | Cindy Pieters          | Vlaanderen  | a 11'48"  |
| 9    | Ol'ga Zabelinskaja     | Carpe Diem  | a 13'37"  |
| 10   | Susanne Ljungskog      | Vlaanderen  | a 13'49"  |